# Bobbau
Bobbau è una frazione della città tedesca di Bitterfeld-Wolfen, nella Sassonia-Anhalt.

## Storia
Bobbau fu citata per la prima volta nel 1370, e costituiva un piccolo centro rurale, posto nei pressi della città di Bitterfeld.
Il 1º settembre 2009 il comune di Bobbau fu aggregato alla città di Bitterfeld-Wolfen.